# Bahnstrecke Buzău–Mărășești
| Bahnhof in Râmnicu Sărat |                      |                       |                       |
| |                      |                       |                       |
| Kursbuchstrecke (CFR): | 500                  |                       |                       |
| Streckenlänge: | 90,432 km            |                       |                       |
| Spurweite: | 1435 mm (Normalspur) |                       |                       |
| Stromsystem: | 25 kV / 50 Hz ~      |                       |                       |
| |                      |                       |                       |
| \| \| \| von Bukarest/Ploiești \| \| \| \| \| von Nehoiașu \| \| \| \| 127,970 \| Buzău \| Buzău \| \| \| \| nach Galați \| \| \| \| \| Buzău \| \| \| \| ~135 \| Vadu Pașii \| Vadu Pașii \| \| \| 139,487 \| Boboc \| Boboc \| \| \| 150,169 \| Zoița \| Zoița \| \| \| \| Râmnicul Sărat \| \| \| \| 161,431 \| Râmnicu Sărat \| Râmnicu Sărat \| \| \| \| \| \| \| \| 169,300 \| Voetin \| Voetin \| \| \| 176,281 \| Sihlea \| Sihlea \| \| \| \| Rimna \| \| \| \| 183,443 \| Gugești \| Gugești \| \| \| \| \| \| \| \| 190,785 \| Cotești \| Cotești \| \| \| 194,452 \| Podu Milcov \| Podu Milcov \| \| \| \| Milcov \| \| \| \| 198,649 \| Focșani \| Focșani \| \| \| \| nach Odobești \| \| \| \| \| Putna \| \| \| \| 210,400 \| Putna Seacă \| Putna Seacă \| \| \| \| \| \| \| \| \| von Panciu \| \| \| \| \| nach Galați \| \| \| \| 218,402 \| Mărășești \| Mărășești \| \| \| \| nach Panciu \| \| \| \| \| nach Roman \| \| |                      |                       |                       |
| Strecke |                      | von Bukarest/Ploiești | von Bukarest/Ploiești |
| Abzweig geradeaus und von links |                      | von Nehoiașu          | von Nehoiașu          |
| Bahnhof | 127,970              | Buzău                 | Buzău                 |
| Abzweig geradeaus, nach rechts und von rechts |                      | nach Galați           | nach Galați           |
| Brücke über Wasserlauf |                      | Buzău                 | Buzău                 |
| ehemaliger Haltepunkt / Haltestelle | ~135                 | Vadu Pașii            | Vadu Pașii            |
| Haltepunkt / Haltestelle | 139,487              | Boboc                 | Boboc                 |
| Haltepunkt / Haltestelle | 150,169              | Zoița                 | Zoița                 |
| Brücke über Wasserlauf |                      | Râmnicul Sărat        | Râmnicul Sărat        |
| Bahnhof | 161,431              | Râmnicu Sărat         | Râmnicu Sărat         |
| Brücke über Wasserlauf |                      |                       |                       |
| Haltepunkt / Haltestelle | 169,300              | Voetin                | Voetin                |
| Haltepunkt / Haltestelle | 176,281              | Sihlea                | Sihlea                |
| Brücke über Wasserlauf |                      | Rimna                 | Rimna                 |
| Haltepunkt / Haltestelle | 183,443              | Gugești               | Gugești               |
| Brücke über Wasserlauf |                      |                       |                       |
| Haltepunkt / Haltestelle | 190,785              | Cotești               | Cotești               |
| ehemaliger Haltepunkt / Haltestelle | 194,452              | Podu Milcov           | Podu Milcov           |
| Brücke über Wasserlauf |                      | Milcov                | Milcov                |
| Bahnhof | 198,649              | Focșani               | Focșani               |
| Abzweig geradeaus und ehemals nach links |                      | nach Odobești         | nach Odobești         |
| Brücke über Wasserlauf |                      | Putna                 | Putna                 |
| Haltepunkt / Haltestelle | 210,400              | Putna Seacă           | Putna Seacă           |
| Brücke über Wasserlauf |                      |                       |                       |
| Abzweig geradeaus und von links |                      | von Panciu            | von Panciu            |
| Abzweig geradeaus, nach rechts und von rechts |                      | nach Galați           | nach Galați           |
| Bahnhof | 218,402              | Mărășești             | Mărășești             |
| Abzweig geradeaus und nach links |                      | nach Panciu           | nach Panciu           |
| Strecke |                      | nach Roman            | nach Roman            |

Die Bahnstrecke Buzău–Mărășești ist eine Hauptbahn in Rumänien. Sie verläuft am Ostrand der Ostkarpaten überwiegend nordwärts durch die Walachei und die Moldau.

## Geschichte
In den Jahren 1868 bis 1872 wurde die Bahnstrecke Bukarest–Galați–Roman gebaut, die zunächst einige größere Städte im Osten des Landes verband. Dabei war der Schienenweg von der Walachei in den Norden Rumäniens und in die damals noch zu Österreich gehörige Bukowina mit der Stadt Suceava wegen des langen Weges über die Donauhäfen Brăila und Galați jedoch umständlich. Dieses für jedermann offensichtliche Problem erhielt im Russisch-Türkischen Krieg (1877–1878) einen neuen Aspekt, als die Eisenbahntransporte der mit Rumänien verbündeten russischen Truppen ständig Gefahr liefen, durch türkische Truppen von der Dobrudscha aus gestört zu werden.
Unmittelbar nach dem Krieg regte Ministerpräsident Ion Brătianu den Bau der Strecke von Buzău nach Mărășești an, der die Bahnverbindung zwischen beiden Städten von 207 auf 90 km verkürzen sollte. Im März 1879 erließ König Carol I. ein entsprechendes Gesetz.
Bis dahin war der Eisenbahnbau in Rumänien an internationale Konsortien übertragen worden, die mit ausländischen Ingenieuren und zum großen Teil auch mit ausländischen Facharbeitern die Strecken errichteten. Der Bau der hier beschriebenen Linie war der erste in Rumänien, der von einheimischen Ingenieuren geleitet wurde.
Die Strecke führte durch ebenes Gelände; allerdings waren acht größere Flussläufe zu queren.
Erste Landvermessungen begannen am 13. Mai 1879, die eigentlichen Arbeiten im November 1879. Am 13. Juni 1881 verkehrten die ersten Reisezüge, am 1. September 1881 die ersten Güterzüge.
Die Kosten lagen wesentlich niedriger als für die von den ausländischen Gesellschaften errichteten Bahnen. Allerdings wurden bei der Bauausführung qualitative Abstriche gemacht; die 77 Brücken waren durchgehend aus Holz.
Die Strecke wurde am 18. Oktober 1881 in Focșani im Beisein von König Carol, Königin Elisabeth und Ion Brătianu offiziell eröffnet und von der Staatsbahngesellschaft Căile Ferate Române betrieben.
Zu Beginn war die Linie für eine Geschwindigkeit von 65 km/h und eine Achsenlast von 8 Tonnen zugelassen. Nach nur drei Jahren musste der Bahnbetrieb aus Sicherheitsgründen unterbrochen werden; die acht größten Holzbrücken wurden durch Stahlkonstruktionen ersetzt.
In den Jahren 1940 bis 1942 erfolgte der zweigleisige Ausbau.

## Aktuelle Situation
Die gesamte Strecke ist zweigleisig und mit Wechselstrom (25 kV, 50 Hz) elektrifiziert. Sie ist Teil der wichtigen Nord-Süd-Verbindung von Suceava nach Bukarest und sowohl vom Personen- als auch vom Güterverkehr stark frequentiert.